# Špitál svatého Ducha (Most)
Špitál Svatého Ducha je historická stavba ve městě Mostě v Ústeckém kraji. Nachází se v severní části města Starý Most v Kostelní ulici v blízkosti přesunutého děkanského kostela. Budova nese čp. 289. Stavbu tvoří dvě propojené části – gotická kaple Svatého Ducha (někdy se o ní píše jako o kostele, ale z liturgického hlediska se jedná o kapli) a v barokním stylu přestavěný městský špitál. Špitální kaple Svatého Ducha je dnes nejstarší původní stavbou v Mostě.[zdroj?]

## Historie

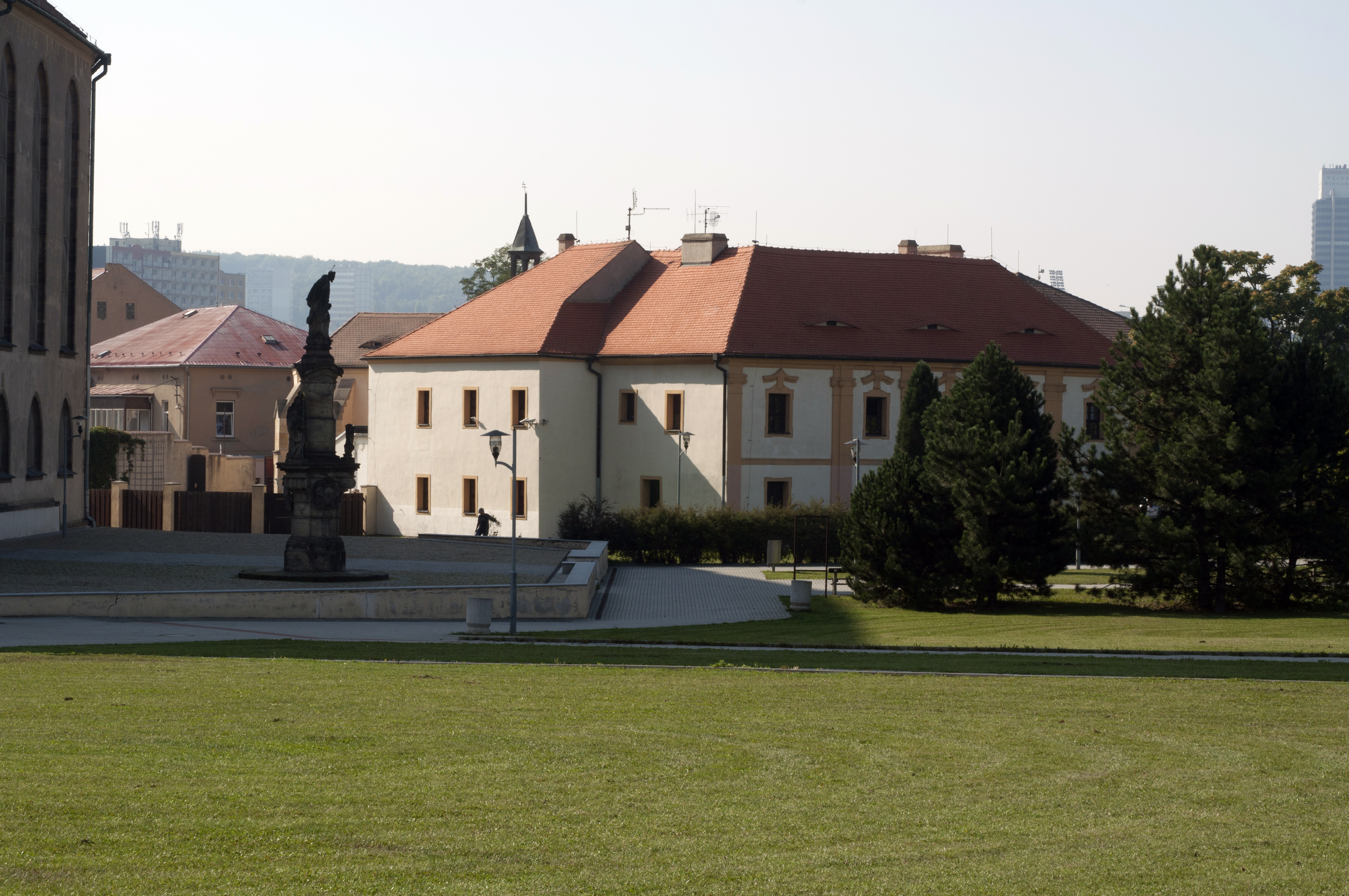
Špitál sv. Ducha

Od poloviny 13. století provozovali jediný špitál v Mostě křižovníci s červenou hvězdou při své komendě. V první třetině 14. století si město postavilo vlastní špitál sv. Ducha před hradbami při pražské cestě. První písemná zpráva o něm pochází z roku 1351. Špitální kaple je jednolodní stavba. Loď kaple je zdobena nástropní malbou od mosteckého rodáka a malíře Jana Václava Tschöppera (1728–1810) a oltář z roku 1724 nese obraz Narození Páně (z doby po roce 1774) od Ignáce Raaba. Kostel je přístupný lomeným portálem v jižní zdi nebo z chodby špitálu na západní straně.
Budova samotného špitálu prošla ve 20. letech 18. století barokní přestavbou. Jedná se o obdélnou, jednopatrovou, trojtraktovou stavbu. Jejím prostředkem prochází dlouhá chodba s lunetovou klenbou. Hlavní průčelí o pěti okenních osách člení patrová a korunní římsa. Okna jsou ve štukových pásových rámech, střecha je valbová, krytá taškami.
Duchovní správci špitální kaple jsou uvedeni na stránce: Římskokatolická farnost Most – extra urbem a od 2. poloviny 20. století na stránce: Římskokatolická farnost – děkanství Most – in urbe.

## Současnost
V roce 1995 Národní památkový ústav v Ústí nad Labem dokončil rekonstrukci budovy špitálu a začal opravu gotické kaple, která je dnes již také po rekonstrukci. V patře bývalého špitálu sídlí Správa kostela Nanebevzetí Panny Marie v Mostě, Galerie výtvarného umění v Mostě a v přízemí se nachází kavárna “V Duchu”
V okolí špitálu a děkanského kostela pozvolna vzniká park a lapidárium, kam jsou přemísťovány restaurované sochy ze zaniklého Mostu a přilehlých obcí.